# جامع السوق (بوهودة)
جامع السوق هي إحدى مشيخات المملكة المغربية، تتبع جغرافيا لإقليم تاونات وإداريًا لبوهودة. يقدر عدد سكانها بـ 4934 نسمة حسب الإحصاء الرسمي للسكان والسكنى لسنة 2004.